# Portuguesa (stat)
Statul Portuguesa este unul dintre cele 23 de state federale din Venezuela. În 2007, statul Portuguesa avea o populație de 873,400 de locuitori și suprafață totală de 15,200 km². 
Capitala statului este orașul Guanare.